# Final de la Lamar Hunt U.S. Open Cup 2010
La final de la Lamar Hunt U.S. Open Cup Final 2010 se jugó el 5 de octubre de 2010 en el Qwest Field (desde entonces renombrado como CenturyLink Field) en Seattle, Washington, Estados Unidos. El partido determinó el ganador de la Lamar Hunt U.S. Open Cup 2010, un torneo abierto a equipos de fútbol amateur y profesional afiliados a la Federación de Fútbol de Estados Unidos. Esta fue la 97.ª edición de la competición más antigua del fútbol de Estados Unidos. Seattle Sounders FC ganó el partido, derrotando al Columbus Crew 2-1 frente a una multitud llena de 31,311, la asistencia más alta en una final de la Copa Abierta de Estados Unidos. Kevin Burns anotó primero, dando al Columbus Crew una ventaja temprana. Sanna Nyassi luego anotó ambos goles para Seattle Sounders FC, ya que se convirtió en el primer equipo desde 1983 en ganar dos campeonatos consecutivos de la Copa Abierta de Estados Unidos.
Tanto el Columbus Crew como el Seattle Sounders FC se clasificaron automáticamente para la tercera ronda del torneo de la Copa Abierta de Estados Unidos al terminar entre los seis primeros en la clasificación de la temporada 2009 de la Major League Soccer. Ambos clubes ganaron tres partidos en el torneo para avanzar a la final. Seattle ganó el proceso de licitación para albergar la final.
Como resultado de su campeonato de la Copa Abierta de EE. UU., Sounders FC obtuvo un lugar en la ronda preliminar de la Liga de Campeones de la CONCACAF 2011-12, así como un premio en efectivo de $ 100,000. The Crew recibió el segundo premio de 50.000 dólares.

## Camino a la final
La U.S. Open Cup es una competencia anual de fútbol estadounidense abierta a todos los equipos afiliados a la Federación de Fútbol de los Estados Unidos, desde equipos de clubes de adultos amateurs hasta clubes profesionales de la Major League Soccer (MLS). El torneo de 2010 fue la 97.ª edición del torneo de fútbol más antiguo de los Estados Unidos.
En 2010, a la MLS, que tiene equipos que juegan tanto en Estados Unidos como en Canadá, se le permitió ingresar a ocho de sus equipos con sede en Estados Unidos en el torneo. Los seis mejores equipos de la MLS de la tabla de la liga de la temporada anterior se clasificaron automáticamente para el torneo, mientras que los dos lugares restantes fueron determinados por partidos de clasificación preliminar. Las ocho entradas de la MLS comenzaron a jugar en la tercera ronda del torneo. En 2009, tanto Seattle Sounders FC como Columbus Crew terminaron entre los seis mejores equipos en la clasificación general de la liga de la MLS y, por lo tanto, se clasificaron automáticamente para la tercera ronda de la Copa Abierta de Estados Unidos de 2010.

### Columbus Crew

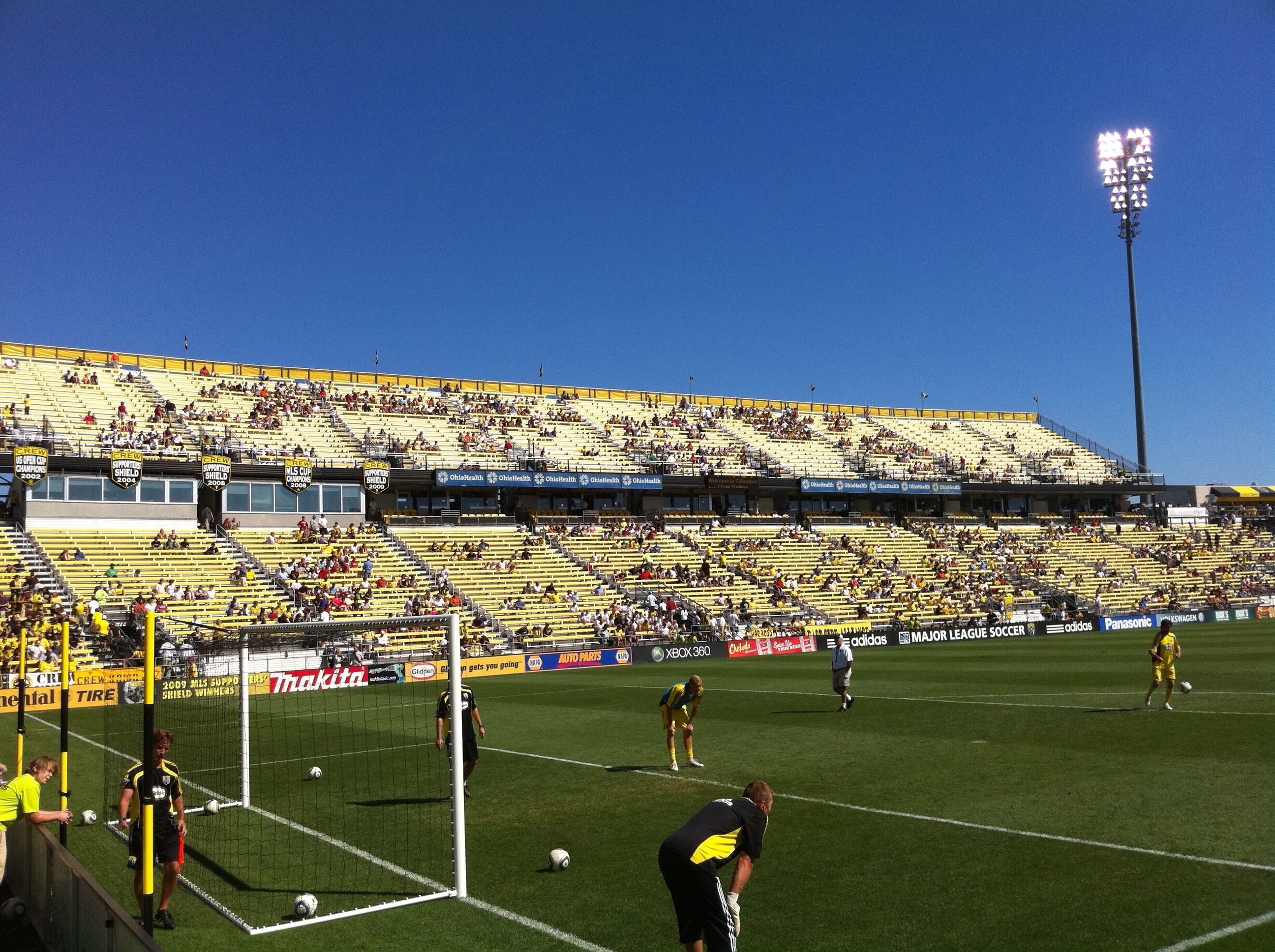
El Columbus Crew organizó partidos de la Copa Abierta de Estados Unidos en el Crew Stadium.

Antes de 2010, el Columbus Crew había estado en la final de la Copa Abierta de Estados Unidos dos veces, en 1998 y nuevamente en 2002, ganando la copa en la última aparición. El 29 de junio de 2010, el Crew comenzó la competencia en la tercera ronda, recibiendo a los Rochester Rhinos de la D2 Pro League en el Columbus Crew Stadium en Columbus, Ohio, frente a una multitud de 1.760 personas. Andy Iro de The Crew anotó a los 30 minutos al cabecear en un tiro de esquina de su compañero de equipo Eddie Gaven. En la segunda mitad, Rochester igualó el marcador cuando el suplente Darren Spicer anotó desde 17 yardas. Alfonso Motagalván, de los Rhinos, fue expulsado en el minuto 84 por una peligrosa entrada a Emilio Rentería, lo que obligó a Rochester a jugar los últimos minutos del partido con 10 hombres. El marcador se mantuvo nivelado hasta el cuarto minuto del tiempo de descuento, cuando Steven Lenhart anotó con una volea sobre el portero que arremetía para darle la victoria a Columbus.
Una semana después, el 6 de julio, Columbus se enfrentó al Charleston Battery de la Segunda División de la USL en los cuartos de final de la U.S. Open Cup. El partido fue organizado por Columbus, nuevamente en el Crew Stadium frente a una multitud de 1.847 personas. En el minuto 37, Lenhart recibió una falta en el área de penal cuando iba a realizar un centro y el árbitro señaló un tiro penal. Rentería ejecutó el penal y lanzó un disparo con la derecha al fondo de la red, poniendo el marcador 1-0. Columbus amplió su ventaja en el minuto 70 con un gol de Lenhart, y nuevamente en el minuto 87 cuando Gaven anotó con un pase de Emmanuel Ekpo. The Crew ganó 3-0, obteniendo su primera aparición en las semifinales de la Copa Abierta de Estados Unidos desde 2002.
El 1 de septiembre de 2010, el Columbus Crew visitó Washington D. C. para enfrentarse al club D.C. United de la MLS en el partido de semifinales en el RFK Stadium frente a una multitud de 3.411 personas. Pablo Hernández anotó en el minuto 17 en un tiro penal para darle a D.C. una ventaja temprana que casi mantuvo para la victoria. Sin embargo, en el minuto 89, Marc Burch de DC desvió un disparo de Iro de Columbus a la red para un gol en propia meta, empatando el marcador y enviando el partido a la prórroga. En el minuto 97, Lenhart del Crew dribló el balón hacia el área de 18 yardas y Carey Talley del D.C. United lo hizo tropezar para sancionar un penalti. Guillermo Barros Schelotto ejecutó el penal y marcó el gol de la victoria. El marcador final de 2-1 aseguró el puesto del Crew en la final.

### Seattle Sounders FC
Seattle ganó la U.S. Open Cup 2009, el segundo club de expansión de la MLS en hacerlo en su temporada inaugural después del Chicago Fire en 1998. Antes de la final, el Sounders FC jugó partidos en casa de la U.S. Open Cup en el Starfire Sports Complex en Tukwila, Washington. La instalación es más pequeña que el estadio local del club para los partidos de liga, Qwest Field, pero los representantes de Sounders FC prefirieron el ambiente en Starfire para partidos de copa más pequeños.
El 30 de junio de 2010, Seattle comenzó la defensa de su título en un partido organizado por los Portland Timbers de la D2 Pro League en Portland, Oregón, en el PGE Park frente a una multitud de 15,422. Sounders FC tomó la delantera en el minuto 13 con un cabezazo de Nate Jaqua, pero los Timbers empataron el marcador en el minuto 38 cuando Bright Dike anotó en un tiro desde dentro del área de penalti. El marcador fue 1-1 en el entretiempo y se mantuvo así durante el tiempo completo y la prórroga. Seattle finalmente derrotó a Portland en una tanda de penaltis 4-3 con el portero Kasey Keller haciendo dos paradas y el defensor Zach Scott anotando el penalti ganador.
El Sounders FC organizó su partido de cuartos de final una semana después, el 7 de julio, contra un club de la MLS, el Los Angeles Galaxy, en Starfire Sports Complex frente a una multitud de 4.512 espectadores. El delantero de Seattle, Jaqua, volvió a liderar el ataque anotando dos goles en la segunda mitad. El primero llegó en el minuto 50 cuando cabeceó en un rebote en el travesaño y el segundo llegó en el minuto 62 tras un centro de Miguel Montaño. Seattle ganó 2-0. El portero suplente del Sounders FC, Terry Boss, también hizo dos paradas en su primera apertura con el equipo.
El 1 de septiembre de 2010, Seattle fue sede de su partido de semifinales contra otro club de la MLS, Chivas USA. Al igual que los cuartos de final, se celebró en Starfire con un público lleno de 4.547 personas. Jaqua le dio a Seattle una ventaja temprana en el minuto 10 con un centro de Steve Zakuani. Zakuani se volvió a involucrar en el minuto 58, esta vez cruzando a un Fredy Montero en picada que aumentó la ventaja a dos. Jesús Padilla, de Chivas USA, anotó en el minuto 68 con un pase en profundidad de Justin Braun que redujo el déficit a uno. Sin embargo, en el tiempo de descuento de la segunda mitad, Jaqua volvió a anotar para hacer el marcador 3-1 y sellar la victoria del Sounders FC y una aparición en la final del torneo. Los dos goles de Jaqua elevaron su total a cinco en el torneo. Zakuani, que acababa de regresar de una lesión por distensión pélvica, tuvo dos asistencias en el partido.

## Previo al partido

### Selección del estadio
| Creo que hicimos una apuesta agresiva [para albergar la final de la copa], pero no sorprende que Seattle gane por los recursos que tiene.—Mark McCullers, director general de Columbus Crew |

El 26 de agosto de 2010, U.S. Soccer anunció los sitios potenciales para la final, dependiendo del resultado de las semifinales. Se determinó que si Seattle se clasificaba para la final, la organizarían en el Qwest Field independientemente del oponente. Si Chivas USA derrotaba al Sounders FC en las semifinales, recibiría al Columbus Crew en el Home Depot Center en Carson, California, o visitaría al D.C. United en el RFK Stadium de Washington D. C., según el resultado del otro partido de semifinal. Desde que Columbus y Seattle avanzaron desde las semifinales, la final se llevó a cabo en el Qwest Field de Seattle. Esta fue la primera final de la Copa Abierta de Estados Unidos que se jugó en el estado de Washington.
El gerente general de Columbus, Mark McCullers, expresó su preocupación por la imparcialidad de la programación, ya que afirmó que sería difícil para el Crew viajar a la costa oeste el 5 de octubre y luego regresar a Chicago tres días después para un partido de liga. El entrenador en jefe del equipo, Robert Warzycha, también se quejó de la programación diciendo: "Llegas a una final, pero tienes que ir a Seattle el domingo después de jugar un partido en casa el sábado ... Tienes que volar todo el día, seguir jugando el césped (artificial) el martes y luego vas a jugar un partido importante de la MLS en Chicago el viernes. Genial ".
Un año después de una discusión pública entre Seattle y la propiedad de D.C. United sobre la imparcialidad del proceso de licitación para albergar la final de la Copa Abierta de Estados Unidos de 2009, que fue sede de D.C. United, el Sounders FC tuvo éxito en su intento de albergar la final de 2010. Para la final de 2009, D.C. United atrajo una asistencia de 17.329 a través de amplios esfuerzos de marketing. Seattle comenzó a vender boletos para la final de 2010 el 7 de septiembre y en seis días ya se habían vendido 22,000.

### Análisis
En 2010, antes de enfrentarse en la final de la Copa Abierta de Estados Unidos, Sounders FC y el Crew se enfrentaron dos veces en partidos de la liga MLS. El primero se jugó el 1 de mayo en Qwest Field y terminó en un empate 1-1. El segundo encuentro entre los dos equipos se jugó el 18 de septiembre, solo 17 días antes de la final de la Copa Abierta, en el Crew Stadium. Seattle ganó por un convincente marcador de 4-0. En cuanto al marcador del último encuentro, el entrenador del Sounders FC, Sigi Schmid, declaró: "No creo que la diferencia entre los dos equipos sea de cuatro goles, aunque ese fue el marcador".En las semanas previas al partido, Seattle Sounders FC estaba en una racha invicta de seis partidos en casa. Sin embargo, en el último partido antes de la final (una victoria en un partido de liga sobre Toronto FC), el portero Keller permitió un gol, poniendo fin a su racha de tres partidos en blanco. El Columbus Crew llegó a la final sin haber ganado un partido de liga el mes anterior, aunque su último partido fue un empate 0-0 con los San Jose Earthquakes el 2 de octubre. Al discutir la dificultad de ir a Seattle para la final, el delantero del Crew Barros Schelotto comentó: "El campo es para Seattle. El estadio es para Seattle. Todo es para Seattle. Pero eso no importa. Tenemos la final. Tenemos 90 minutos ganar un trofeo. Nada es más importante ".
En las semanas previas al partido, Seattle Sounders FC estaba en una racha invicta de seis partidos en casa. Sin embargo, en el último partido antes de la final (una victoria en un partido de liga sobre Toronto FC), el portero Keller permitió un gol, poniendo fin a su racha de tres partidos en blanco. El Columbus Crew llegó a la final sin haber ganado un partido de liga el mes anterior, aunque su último partido fue un empate 0-0 con los San Jose Earthquakes el 2 de octubre.
Desde que los equipos de la MLS comenzaron a participar en el torneo en 1996, el equipo local ganó nueve veces y perdió tres en la final de la Copa Abierta de Estados Unidos antes de 2011. El Chicago Fire 2003, el New England Revolution 2007 y el Seattle Sounders FC 2009 fueron los únicos equipos visitantes. para ganar una final.

## Partido

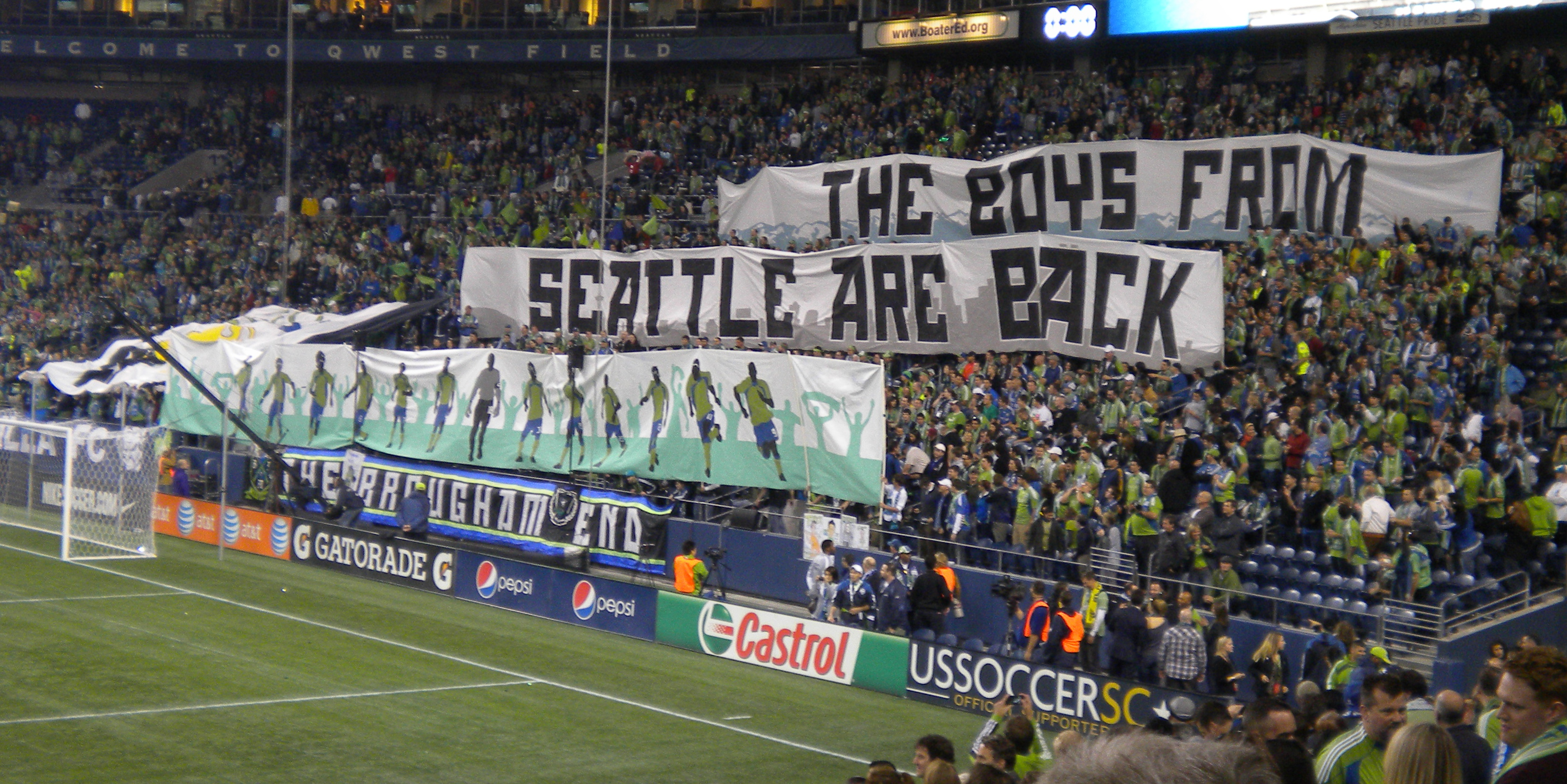
Los partidarios de Emerald City muestran un tifo antes del inicio de la final de la Copa Abierta de Estados Unidos 2010.

La final de la Copa del Abierto de Estados Unidos de 2010 se jugó el 5 de octubre en el Qwest Field en Seattle, Washington. La cobertura televisiva en vivo fue proporcionada a nivel nacional por Fox Soccer Channel. Antes del inicio, el trofeo de la Copa Abierta de Estados Unidos de Seattle 2009 se exhibió en el medio campo. La final atrajo una asistencia de 31,311 personas, superando el récord de 81 años para el evento. El récord de asistencia anterior para una final de la Copa Abierta fue de 21.583, establecido en 1929 cuando New York Hakoah derrotó al Madison Kennel Club de St. Louis.
Ambos clubes partieron principalmente con sus jugadores del primer equipo para la final. El costarricense Leonardo González, un titular habitual en el lateral izquierdo del Sounders FC, no estuvo disponible debido a las limitaciones de la lista de la Copa Abierta de EE. UU., Que permiten a los equipos tener solo cinco jugadores extranjeros en su lista de 18 jugadores para el día del juego. El defensor Tyson Wahl comenzó en su lugar. El portero suplente del equipo, Andy Gruenebaum, también comenzó en lugar del titular normal Will Hesmer, aunque este fue un cambio normal para los partidos de la Copa Abierta de Estados Unidos y la Liga de Campeones de la CONCACAF. Cada club se organizó en una formación 4–4–2 en el inicio.

### Primera mitad
Seattle tuvo la mayoría de las primeras oportunidades de anotar. A los dos minutos de partido, Montero hizo el primer disparo del partido con un cabezazo a quemarropa que fue detenido por el portero del Crew Gruenebaum. Segundos después, Montero tuvo otro disparo lejano que se fue justo por encima del larguero. Cuatro minutos más tarde, el mediocampista de Seattle Zakuani esquivó al defensa del Crew Frankie Hejduk y pasó el balón a Blaise Nkufo, cuyo intento de toque fue detenido por Gruenbaum. En el minuto 12, Gaven hizo el primer disparo del Crew del partido, pero voló alto por encima del travesaño. En el minuto 16 Zakuani corrió por el medio antes de pasar a Montero, cuyo disparo fue nuevamente detenido por Gruenbaum. Columbus defendió con éxito los centros de Zakuani y Nkufo en el minuto 18 y evitó que Seattle disparara. Columbus casi se adelantó en el minuto 20 cuando Emmanuel Ekpo se colocó detrás de la defensa e hizo un rápido pase de regreso a Gaven, quien falló un tiro abierto por encima del larguero.
Mientras Seattle controló el juego durante gran parte de la primera mitad, Columbus tomó la delantera en un movimiento de contraataque en el minuto 24. La jugada se desarrolló en el lado derecho cuando Hejduk hizo un pase raso a Lenhart desde una posición delantera. Lenhart tocó el balón a Kevin Burns para un tiro raso dentro del segundo poste para un gol. Se crearon pocas oportunidades después del gol, ya que el fuerte juego defensivo de Columbus contuvo los ataques de Seattle. En el minuto 34, Tyson Wahl cruzó el balón al área, pero Gruenbaum pudo saltar y agarrar el balón antes de que Nkufo pudiera dirigirlo hacia la portería con la cabeza.
Seattle empató en el minuto 38. Montero pasó a Tyson Wahl, quien cruzó el balón hacia el área de 18 yardas, donde el portero del Crew Gruenebaum dudó sobre cómo manejar el balón. Lo tiró lejos, y le cayó a Nathan Sturgis, quien pasó el balón entre las piernas de Gaven para encontrar a su compañera de equipo Sanna Nyassi a 18 yardas. Nyassi giró el balón y disparó más allá de Gruenebaum, que todavía estaba fuera de posición. Tras el gol, se crearon pocas oportunidades de gol antes del descanso. Después de un minuto de tiempo de descuento, la primera mitad terminó con un marcador de empate, 1-1.

### Segunda mitad
El mediocampista del Columbus Crew Kevin Burns comentó sobre la actitud del equipo después de la primera mitad: "Estuvimos bien en el entretiempo. No teníamos la cabeza gacha". No se hicieron sustituciones ya que los equipos regresaron al campo para la segunda mitad.
A pesar del control continuo de Seattle del ritmo del juego a principios de la segunda mitad, no pudieron crear muchas oportunidades de anotar. En el minuto 58 James Riley se quedó solo al borde del área de penalti tras recibir un pase de Montero. Sin embargo, el centro de Riley fue desviado para un tiro de esquina. Dos minutos después, Zakuani de Seattle creó una amenaza de gol cuando recibió un pase aéreo dentro del área de penalti, pero el portero del Crew Gruenebaum se apresuró a entrar en la jugada, lo que provocó que Zakuani se cayera y la pelota rebotara antes de ser despejada por Columbus. En el minuto 64, Kasey Keller hizo una parada en picado para detener el disparo de Gaven desde 30 metros, su cuarto disparo a puerta en el juego. Dos minutos después, la línea de puntuación finalmente cambió cuando Seattle completó 18 pases consecutivos. Montero se abrió por el lado derecho del campo para recibir el 19 y luego cruzó un balón al área de penalti. Gruenebaum decidió no perseguir el pase cuando Zakuani corrió dentro del defensa del Crew Hejduk y cabeceó un disparo que golpeó el travesaño. Los defensores del Crew no pudieron despejar el balón antes de que Nyassi entrara corriendo y anotara fácilmente el gol de la ventaja.Seattle hizo su primera sustitución en el minuto 79 cuando Sanna Nyassi abandonó el campo ante una ovación del público al ser reemplazado por Álvaro Fernández. En el minuto 87, Zakuani corrió libre en una escapada, pero fue derribado por el delantero del Crew Barros Schelotto, quien recibió una tarjeta amarilla por la falta. Montero tomó el tiro libre que siguió y lo disparó a puerta con Gruenebaum atrapándolo para la parada.
Zakuani estuvo de nuevo al ataque en el minuto 75 con una carrera por el medio, pero fue "emparedado" por dos defensores de Colón y perdió la posesión. Columbus hizo dos sustituciones en el minuto 78, trayendo nuevas piernas en el delantero con Rentería en lugar de Lenhart y cambiando al mediocampista Burns por el delantero Andrés Mendoza. Poco después de las sustituciones, Keller salió a agarrar un centro de Columbus e hizo un tiro largo a Montero. Seattle empujó el campo y Montero tomó un tiro que rebotó en la espalda de su compañero de equipo Nkufo. En el minuto 81, el entrenador del Crew, Warzycha, hizo su último cambio al incorporar a Robbie Rogers por Gaven. Poco después, en el minuto 85, Columbus casi empató cuando Rogers recibió un pase de Hejduk y realizó un disparo que rebotó con fuerza en el travesaño.
Seattle hizo su primera sustitución en el minuto 79 cuando Sanna Nyassi abandonó el campo ante una ovación del público al ser reemplazado por Álvaro Fernández. En el minuto 87, Zakuani corrió libre en una escapada, pero fue derribado por el delantero del Crew Barros Schelotto, quien recibió una tarjeta amarilla por la falta. Montero tomó el tiro libre que siguió y lo disparó a puerta con Gruenebaum atrapándolo para la parada.
El árbitro agregó tres minutos de tiempo de descuento a la segunda mitad. Durante ese tiempo, Seattle hizo sus dos sustituciones restantes. Primero en el minuto 90 entró Roger Levesque por Zakuani, y luego en el minuto 93 trajo a Jaqua por Montero. El árbitro hizo sonar su silbato terminando el juego poco después. La mayoría de los aficionados presentes se quedaron después del partido para la presentación del trofeo.

### Estadísticas
|                    | Sounders FC | Crew |                    | Sounders FC | Crew |                    | Sounders FC | Crew |
| ------------------ | ----------- | ---- | ------------------ | ----------- | ---- | ------------------ | ----------- | ---- |
| Goles anotados     | 1           | 1    | Goles anotados     | 1           | 0    | Goles anotados     | 2           | 1    |
| Disparos totales   | 4           | 4    | Disparos totales   | 6           | 6    | Disparos totales   | 10          | 10   |
| Disparos a puerta  | 3           | 1    | Disparos a puerta  | 2           | 0    | Disparos a puerta  | 5           | 1    |
| Desviados          | 0           | 2    | Desviados          | 1           | 1    | Desviados          | 1           | 3    |
| Tiros de esquina   | 1           | 0    | Tiros de esquina   | 5           | 2    | Tiros de esquina   | 6           | 2    |
| Faltas             | 6           | 5    | Faltas             | 5           | 5    | Faltas             | 11          | 10   |
| Fueras de lugar    | 0           | 0    | Fueras de lugar    | 0           | 0    | Fueras de lugar    | 0           | 0    |
| Tarjetas amarillas | 1           | 2    | Tarjetas amarillas | 2           | 1    | Tarjetas amarillas | 3           | 3    |
| Tarjetas rojas     | 0           | 0    | Tarjetas rojas     | 0           | 0    | Tarjetas rojas     | 0           | 0    |

## Después del partido
El entrenador en jefe del Sounders FC, Sigi Schmid, habló sobre el partido en la rueda de prensa posterior al partido diciendo:

Pensé que ambos equipos jugaban buen fútbol. Cogimos un descanso al final cuando golpearon el travesaño. Trabajas duro para hacer tu propia suerte. Mostramos mucho carácter bajando 1-0 y volviendo. La actitud de nuestro equipo ha sido muy fuerte de esa manera. Realmente orgulloso y lo que logramos esta noche es estupendo. Nos distingue y nos hace únicos y este es el tipo de franquicia que Adrian [Hanauer], Joe [Roth], Drew [Carey] y Tod Leiweke y el resto del grupo de propiedad interna y todos los que trabajan en esta organización querían que seamos algo único, algo especial, algo diferente. Los aficionados fueron fantásticos. Eso es lo más fuerte que he escuchado en este lugar.

El portero del Columbus Crew, Andy Gruenbaum, comentó después del partido: "Sabíamos que iba a ser un lugar difícil para jugar, su base de fanáticos es excelente. Siempre que tengas un partido de campeonato en tu propia cancha, las probabilidades estarán en tu contra". Sabíamos que teníamos que defender y aprovechar cualquier oportunidad. Salimos y marcamos el primer gol y pudieron capitalizar dos rebotes raros".
Seattle Sounders FC es el primer club de la MLS en repetir como campeón de la Copa Abierta de EE. UU. Y el primer club en repetir desde que el New York Pancyprian-Freedoms lo hizo en 1982 y 1983. La victoria también fue el tercer campeonato de la Copa Abierta de Sigi Schmid como cabeza. entrenador. Sanna Nyassi fue la primera jugadora en marcar múltiples goles en una final de la Copa Abierta desde Mike Deleray en 1994. Como campeones del torneo, Sounders FC recibió el premio en efectivo de $ 100,000 mientras que Columbus Crew recibió $ 50,000 como subcampeón. Seattle también se ganó un lugar en la ronda preliminar de la Liga de Campeones de la Concacaf 2011-12.